# Lispfund
Das Lispfund, manchmal auch Liespfund, war ein altes Handelsgewicht und galt, je nach Region, 14–20 Pfund. 20, in Oldenburg 29 Lispfund gaben ein Schiffpfund. Es galt in den gleichen Regionen wie das Schiffpfund, also in den größeren Städten und den Hafenstädten des Heiligen Römischen Reichs, in Schweden, Dänemark, Russland und den Niederlanden.
Als Leiviska war es der 20. Teil des russischen Schiffpfunds und hatte ein Gewicht von 8,5 Kilogramm.